# Стара нова баня
Стара нова баня (на македонска литературна норма: Стара нова бања) е хамам, турска баня в град Скопие, Република Македония. Хамамът е обявен за паметник на културата на 2 юли 1954 година, препотвърдено на 6 февруари 1968 година.
Хамамът е разположен в непосредствена близост до комплекса на Скопския университет, на булевард „Кръсте Мисирков“, южно от Султан Мурад джамия. Изграден е в XV или XVI век. В архитектурно отношение принадлежи към единичните хамами с доста големи размери. При Скопското земетресение в 1963 година е разрушена предната му част – съблекалнята. Днес са запазени отчасти къпалнята, огнището и резервоарът. Хамамът е имал голям купол на осемстенен барабан. На върха на купола е имало отвор за осветление на съблекалнята, осветявана и чрез прозоречните отвори в два реда на южната и западната фасада. В средата на обекта е имало шадраван. Хамамът е бил сталактитно украсен.